# Louis Pasteur Vallery-Radot
Joseph Louis Pasteur Vallery-Radot (13 de mayo de 1886 - 9 de octubre de 1970), conocido como Louis Pasteur Vallery-Radot, fue un médico francés, biógrafo de su abuelo Louis Pasteur y editor de sus obras completas. Fue elegido miembro de la Academia Francesa para ocupar el asiento número 24.

## Datos biográficos
Fue nieto de Louis Pasteur. Su madre, Marie-Louise Pasteur, se casó con René Vallery, colaborador del periódico Le Temps y de La Revue des Deux Mondes, secretario del presidente del Consejo de la 3a. República, Charles de Freycinet y sobrino del novelista Eugène Sue y de Gabriel Legouvé, de la Academia Francesa.
En 1927, Pasteur Vallery-Radot fue profesor de medicina y trabajó como médico en diversos hospitales de París. En 1936, es aceptado como miembro de la Academia Nacional de Medicina francesa.
Realizó investigaciones que giraron en torno a las alergias y las enfermedades renales. Publicó también numerosos artículos y varios libros de medicina.
Editó también varios volúmenes sobre la obra de su abuelo Louis Pasteur. Finalmente dedicó un libro al músico Claude Debussy, del cual fue admirador desde su juventud.
Jugó un papel activo durante la resistencia y ya en la liberación, durante la Cuarta República, fue diputado y fungió como ministro de Salud Pública.
El 2 de octubre de 1944 fue elegido miembro de la Academia Francesa, al mismo tiempo que Louis de Broglie y André Siegfried.
En 1946 fundó en la Asociación Médica Argentina junto a su entonces Presidente, el Dr. Nicolás Romano la Asociación Médica Franco-Argentina.
En 1959 fue nombrado miembro del Consejo Constitucional por su amigo, el presidente de la Asamblea Nacional, Jacques Chaban-Delmas.
Falleció el 9 de octubre de 1970.

## Reconocimientos
- Gran cruz de la Legión de Honor
- Cruz de guerra 1914-1918
- Medalla de la Resistencia
- Comendador de la Palmas académicas
- Comendador de Artes y de Letras

## Obra
- Pour la terre de France, par la douleur et la mort, 1916
- Œuvres de Pasteur, 7 vols., 1924-1939
- Maladies des reins, en el Nouveau traité de Médecine de Vidal et Lemierre, 1929
- Hypersensibilités spécifiques dans les affections cutanées, con Mlle. Heiman, 1930
- Les phénomènes de choc dans l'urticaire, con L. Rouquès, 1931
- Maladies des reins, dans Précis de pathologie médicale, 1932
- Les Migraines, con Jean Hamburger, 1935
- Quelques grands problèmes de la médecine contemporaine, 1936
- L’anaphylaxie expérimentale et humaine, con G. Mauric et A. Holzter, 1937
- Les plus belles pages de Pasteur, 1943
- Précis des maladies allergiques, 1949
- Héros de l'esprit français, 1952
- Correspondance de Pasteur, annotée, 1952
- Comment traiter l'asthme de l'adulte, 1953
- Science et Humanisme, avec Léon Bérard, 1956
- Images de la vie et de l'œuvre de Pasteur, 1956
- Lettres de Claude Debussy à sa femme Emma, 1957
- Tel était Claude Debussy, 1958
- Louis Pasteur; a great life in brief, 1958
- Précis des maladies des reins, 1959
- Pasteur inconnu, 1959
- Médecine à l'échelle humaine, 1959
- Traité d'allergie, 1963
- Médecins d'hier et d'aujourd'hui, 1963
- Mémoires d'un non-conformiste, 1966 et 1970